# St. Sebastian (Holzleuten)

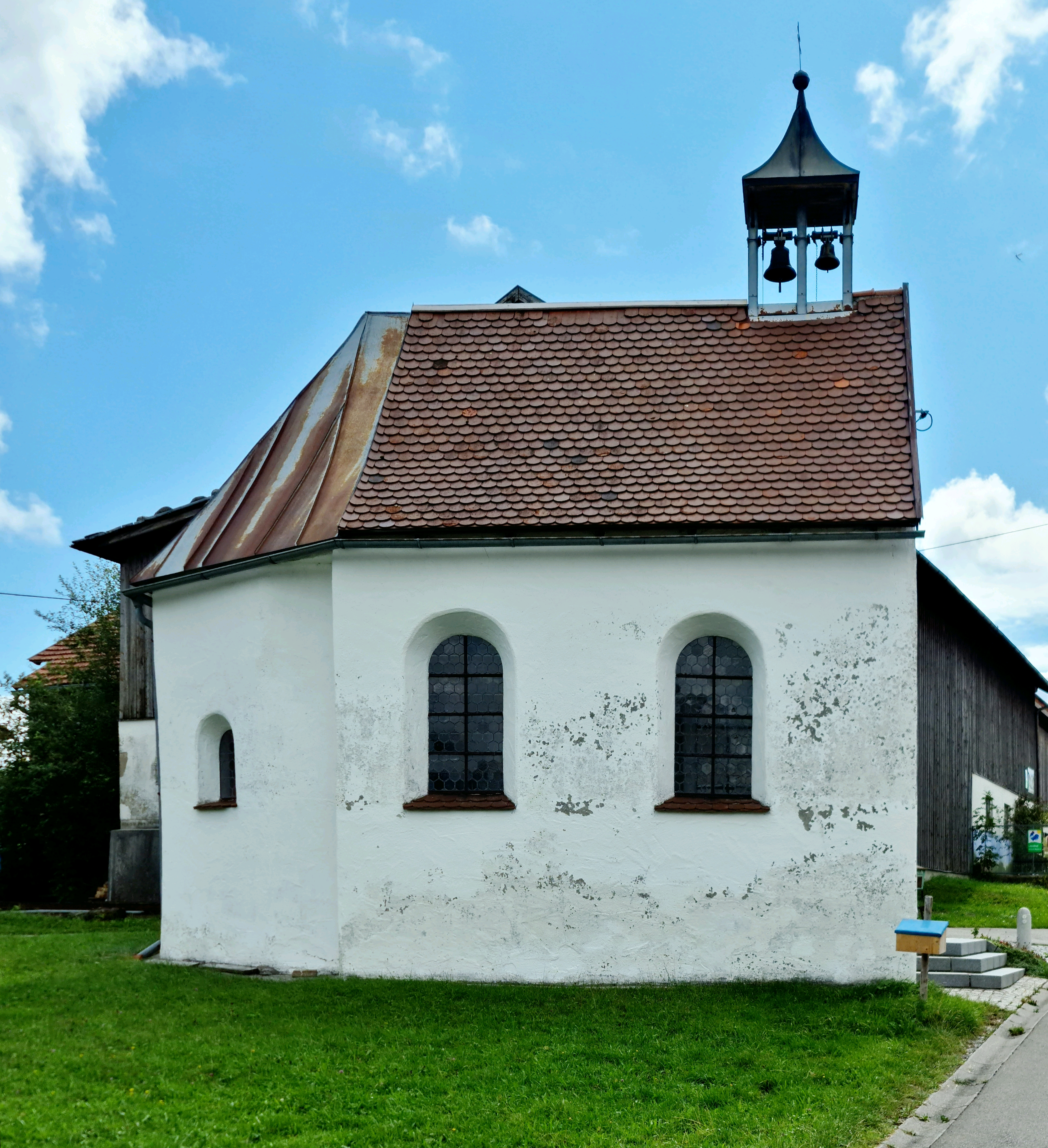
St. Sebastian in Holzleuten

Die römisch-katholische Kapelle St. Sebastian ist eine Kapelle in Holzleuten, einem kleinen Dorf im Nordosten der Gemeinde Rückholz, entstand um 1700. Der Sakralbau ist denkmalgeschützt.

## Beschreibung
Der mittelgroße Kapellenbau hat ein zweijochiges Langhaus und einen kurzen leicht eingezogenen Chor mit Dreiachtelschluss. Gewölbt ist das Langhaus mit einer Stichkappentonne, die mit sparsamem Stuck verziert ist. Der Altarraum besitzt ein Stichkappengewölbe, das mit neobarockem Stuck aus Blattrippen mit Engelsköpfen bestückt ist.

Innenraum

Der marmorierte viersäulige Altar aus der Mitte des 18. Jahrhunderts zeigt auf dem Gemälde die Krönung Mariens. Die seitlichen weiß gefassten Heiligenfiguren zeigen die Pestheiligen Sebastian und Rochus. Der Tabernakel stammt aus klassizistischer Zeit.
In den seitlichen Wandnischen am Chorbogen stehen die Statuen der Heiligen Johannes Nepomuk und Bischof Ulrich aus dem späten 18. Jahrhundert. Die Kreuzwegbilder an den Seitenwänden stammen aus dem gleichen Zeitraum. Die beiden besonders erwähnenswerten Gemälde über dem Portal stellen Die Kreuzabnahme Christi und Christus in der Rast aus dem 18. Jahrhundert dar.